# De musica cum tonario
De musica bzw. De musica cum tonario ist eine weit verbreitete Abhandlung über die Musik des Mittelalters.
Die Schrift wurde um 1100 vermutlich von einem Johannes Cotto verfasst, über dessen Leben fast nichts bekannt ist. Die Abhandlung enthält u. a. ungewöhnlich präzise Anleitungen für die Komposition des einstimmigen gregorianischen Gesangs und des Organum. De musica cum tonario wurde erstmalig im Jahr 1784 von Gerbert als Kapitel VII des 2. Bandes von Scriptores ecclesiastici de musica sacra potissimum gedruckt. Die Abhandlung besteht aus zwei Teilen, Kapitel I bis XXIII über die Musiktheorie und Kapitel XXIV bis XXVII mit einem Tonar, einer Besprechung der Kirchentonarten (Modi). Demzufolge wird bei den Handschriften zwischen De musica und De musica cum tonario unterschieden.
Eine andere Theorie schreibt De musica cum tonario einem gewissen „Joannes Scolasticus“ zu, einem Mönch der Abtei St. Matthias in Trier. Alles, was wir von ihm wissen, ist, dass er um 1047 lebte und dass er viel Musik schrieb, aber es scheint keinen Grund zu geben, weshalb das Werk nicht von einem unbekannten Engländer namens John Cotton stammen sollte.
Nach einer dritten Theorie sei De musica ein Werk von Papst Johannes XXII. (1360–34), aber dies mit der mageren Begründung, dass der Autor sich selbst als „Joannes servus servorum Dei“ bezeichnet. Gerbert hat darauf hingewiesen, dass dieser Titel nicht ausschließlich von Päpsten verwendet wurde, und es ist wenig wahrscheinlich, dass ein Papst einen Bischof mit Hochachtung ansprechen würde. Das Werk ist auch eindeutig früher entstanden, denn es erwähnt, dass Neumen im allgemeinen Gebrauch wären.

## Herkunft
De musica cum tonario ist eine der am häufigsten kopierten und am weitesten verbreiteten Abhandlungen über die Musik des Mittelalters. Sogar nach 1400 entstanden noch weitere Kopien. Es ist nicht bekannt, wann genau die Abhandlung geschrieben wurde. Wahrscheinlich wurde sie zu Ende des 11. oder zu Beginn des 12. Jahrhunderts verfasst, denn die enthaltenen Kommentare, Beispiele und Vorschläge entsprechen gut der Musik der zeitgleichen St.-Martial-Schule (9. bis frühes 13. Jahrhundert), der Lütticher Schule des 11. Jahrhunderts, dem Codex Calixtinus (12. Jahrhundert) und dem Material im Mailänder Traktat Ad organum faciendum (1050 bis ca. 1100).

## Inhalt

### Inhaltsverzeichnis
|       | Epistola Johannis ad Fulgentium                                          | Brief des Johannes an Fulgentius                                                                             |
| I     | Qualiter quis ad musicae disciplinam se aptare debeat                    | Wie man sich für das Studium der Musik vorbereiten sollte                                                    |
| II    | Quae utilitas sit scire musicam et quid distet inter musicum et cantorem | Welchen Sinn es hat, Musik zu verstehen, und was der Unterschied zwischen einem Musiker und einem Sänger ist |
| III   | Unde dicta sit musica et a quo et quomodo sit inventa                    | Wo der Begriff Musik herkommt und von wem und wie er erfunden wurde                                          |
| IV    | Quot sint instrumenta musici soni                                        | Welche Musikinstrumente es gibt                                                                              |
| V     | De numero litterarum et de discretione earum                             | Über die Anzahl der Buchstaben als Notenzeichen und deren Unterscheidung                                     |
| VI    | Qualiter mensurandam sit monochordum                                     | Wie das Monochord bemessen werden soll                                                                       |
| VII   | Unde dicatur monochordum et ad quid sit utile                            | Woher das Monochord seinen Namen hat und wozu es nützt                                                       |
| VIII  | Quot modi sint quibus melodia contexitur                                 | Aus welchen Intervallen sich die Melodien zusammensetzen                                                     |
| IX    | Quot sint vocum discrepantiae et de diapason                             | Was die unterschiedlichen Noten sind und über die Oktave                                                     |
| X     | De modis quos abusive tonos appellamus                                   | Über die Modi, die wir ungerechtfertigterweise Töne nennen                                                   |
| XI    | De tonoribus modorum et finalibus eorum                                  | Über die Rezitationstöne der Modi und ihre Finales                                                           |
| XII   | De regulari cursu modorum atque licentia                                 | Über den regulären Bereich der Modi und dessen Ausweitung                                                    |
| XIII  | Super graeca notarum vocabula expositio                                  | Erklärung der griechischen Namen der Noten                                                                   |
| XIV   | Quid faciendum sit de cantu qui in proprio cursu deficit                 | Was zu tun ist mit einem Gesang, der einen unregelmäßigen Lauf nimmt                                         |
| XV    | Quod stultorum ignorantia saepe cantum depravat                          | Wie die Torheit der Unwissenden häufig den Gesang verdirbt                                                   |
| XVI   | Quod diversis delectantur modis                                          | Wie verschiedene Personen von unterschiedlichen Modi erfreut werden                                          |
| XVII  | De potentia musicae et qui primitus ea in Romana Ecclecia usi sint       | Über die Stärken der Musik und wie sie zuerst in der Römischen Kirche verwendet wurde                        |
| XVIII | Praecepta de cantu componendo                                            | Anweisungen zum Komponieren von Gesang                                                                       |
| XIX   | Quae sit optima modulandi forma                                          | Was die beste Weise zum Komponieren ist                                                                      |
| XX    | Qualiter per vocales cantus possit componi                               | Inwiefern es möglich ist, Gesänge über deren Vokale zu komponieren                                           |
| XXI   | Quid utilitatis conferat neumae a Guidone inventae                       | Welchen Nutzen die von Guido erfundenen Notenzeichen haben                                                   |
| XXII  | De pravo uso abiciendo et superfluis quorundum modorum differentiis      | Über die Ablehnung schlechten Gebrauchs und überflüssige Finalklauseln mancher Modi                          |
| XXIII | De diaphonia id est organo                                               | Über die Diaphonie, d. h. das Organum                                                                        |
| XXIV  | De primo modo et eius discipulo cum differentiis                         | Über den ersten Modus und seinen Schüler mit deren Unterschieden                                             |
| XXV   | De tertio tono et quarto et eorum differentiis                           | Über den dritten und vierten Modus und deren Unterschiede                                                    |
| XXVI  | De quinto et sexto et eorum differentiis                                 | Über den fünften und sechsten und deren Unterschiede                                                         |
| XXVII | De septimo et octave et eorum differentiis                               | Über den siebten und achten und deren Unterschiede                                                           |

### Beschreibung
De musica cum tonario behandelt eine große Zahl musikalischer Themen. Im Gegensatz zu vielen anderen mittelalterlichen Abhandlungen verzichtet De musica weitgehend auf  metaphysische Spekulationen, dient stattdessen als praktische Anleitung für Musiker. Der Autor scheint sich vor allem an die Knaben einer Choralschola zu richten: „... wir sprechen nämlich Jungen an und solche, die noch nicht erwachsen sind“ Er passt in das Bild des musicus, das er in Kapitel II beschreibt: „Ein Beurteiler bereits komponierter Musik, ein Verbesserer fehlerhafter Musik und ein Komponist neuer Musik.“
Das meiste des Quellenmaterials stammt von Guido von Arezzo, aber auch von Boethius, Odo von Cluny, Isidor von Sevilla und Hermannus Contractus. Offenbar kannte Johannes auch De musica des Aribo Scholasticus.
Nach Kapiteln VI und VII über das Monochord und Kapitel VIII über neun konsonante Intervalle (unisonus, Halbton, Ganzton usw.) beschreibt der Autor in Kapitel X bis XII die Kirchentonarten (Modi) und in Kapitel XVI schreibt er ihnen ethische und moralische Werte zu. In Kapitel XI erwähnt Johannes die Tonbuchstaben a, e, i, o, u, H, y und ω für die acht Modi anstelle von römischen Zahlen oder den Bezeichnungen protus, deuterus usw. In Kapitel XVII und XX wird beschrieben, wie Melodien komponiert werden können, indem man die Vokale a, e, i, o, u in den Texten berücksichtigt (a = D, e = E, i = F, o = G, u = a). Kapitel XVIII bis XX behandeln die Komposition des Gregorianischen Chorals, wobei Kapitel XX eine umfangreiche Darstellung von Guidos Theorie ist.
Kapitel XXIII fand besonders großes Interesse bei Musikwissenschaftlern: Eine detaillierte Beschreibung, wie man der Melodiestimme eine Begleitstimme hinzufügen kann. Die meisten seiner Beispiele für dieses sogenannte Organum ergänzen zu jeder Note der Melodie genau eine Note des Organum. Er zeigt, wie man durch gute Melodieführung nicht nur im unisono, sondern auch auf einer Oktave oder Quinte enden kann. Damit führt er die Quinte wieder ein, die von Guido ausgeschlossen wurde, und ebenfalls die Septime. Er empfiehlt auch gegenläufige Verläufe und erlaubt, dass sich die Stimmen überkreuzen – im Gegensatz zum parallelen Organum der vorausgegangenen Jahrhunderte. Im vorletzten Satz erwähnt er auch kurz die Möglichkeit, einem Ton der Melodie mehrere Töne im Organum zu unterlegen. Er schafft damit neue Möglichkeiten für den Komponisten oder Improvisateur. Das Komponieren wurde damit zu einem kreativen Vorgang und Polyphonie eine neue Form der musikalischen Kunst.
Für Johannes ist die Ästhetik wichtig, denn eine Melodie muss dem Sinn des Textes entsprechen. Er analysiert die Phraseologie eines Gesangs (Kapitel X) und empfiehlt, dass die Melodie zur Finales führen sollte, wenn der Sinn der Worte eine Pause erfordert (Kapitel XIX). Musikalische Wiederholung kann vorteilhaft sein, um einen Gesang abzuschließen (Kapitel XVIII).
Die Abhandlung bietet Einblicke in den Arbeitsalltag eines Musikers des 11. Jahrhunderts und ist wohl die am besten lesbare und leicht verstehbare mittelalterliche Einführung in das Gesangsrepertoire.

### Manuskripte
Das Manuskript, von dem Gerbert seine Ausgabe druckte, wurde 1768 bei einem Feuer im Kloster St. Blasien (Schwarzwald) vernichtet. Da De musica aber immer wieder kopiert wurde, finden sich auch heutzutage noch mehrere mittelalterliche Handschriften mit diesem Text in Sammlungen und Bibliotheken. Die neue Textausgabe, die 1951 von Joseph Smits van Waesberghe herausgegeben wurde, berücksichtigt 14 Handschriften, von denen sechs den Tonarius nicht enthalten, selbst wenn sie im Inhaltsverzeichnis die Kapitel XXIV bis XXVII nennen, in denen das Tonar zu finden ist. In allen diesen Fällen handelt es sich um Sammelhandschriften, in denen Texte verschiedener Autoren enthalten sind. Da Tonare weit verbreitet waren, konnte darauf verzichtet werden, auch ein Tonar in die Handschrift aufzunehmen. Sieben der Handschriften mit De musica des Johannes enthalten ein Tonar, bisweilen aber das Tonar eines anderen Autors. Bei fünf von diesen handelt es sich dabei tatsächlich um den Tonar von Johannes Cotto. Eine zweite Handschrift in Wien enthält Teile von Bernos Tonar und wird einem Iohannes Cotto Trevirensis zugeschrieben. Der Autor des Tonars, das der Handschrift in der Bayerischen Staatsbibliothek München angefügt ist, ist nicht bekannt. In der Universitätsbibliothek der LMU München findet sich eine weitere Handschrift.
Weiter zu nennen ist eine Handschrift aus Stift Heiligenkreuz mit unvollständigem Text. Ein Manuskript in Weimar enthält nur die Widmung und den Anfang des Inhaltsverzeichnisses. Eine Handschrift in Mainz enthält bis auf den ersten Anfang einen völlig vom Standard abweichenden Text. Das Thomas-Graduale in Leipzig enthält nur einen kurzen Ausschnitt des Tonars.
Nach François-Joseph Fétis enthält das Exemplar im Vatikan den besten Text. Die meisten Handschriften tragen nur den Titel Johannis Musica oder Musica Johannis. Der anonyme Mönch aus der Abtei Melk, der die Arbeit kopierte, erwähnt einen gelehrten Musiker namens Joannes aus England. Ein Manuskript, das sich in der Library of Congress in Washington D.C.  befindet, stammt aus der Bibliothek von P. P. C. Lammens (1762–1836) aus Gent. Es könnte sich um das Exemplar handeln, das früher in Paris war. a

### Edierter Text
- Martin Gerbert: Scriptores ecclesiastici de musica sacra potissimum, Bd. II, St. Blasien 1784, CS. 230–265.
- Johannes Affligemensis, Joseph Smits van Waesberghe (ed.): De musica cum tonario (Corpus scriptorum de musica, Bd. 1), Rom 1950, ISBN 978-1-59551-274-1, Text auf S. 43–200.
- Thesaurus Musicarum Latinarum (Volltext)
- Jaques Paul Migne: Patrologiae cursus completus, Series Latina, Bd. 150, Spalten 1391–1430 (Kapitel I bis XXIV).

### Sekundärliteratur
- Atto Kornmüller: Der Traktat des Johannes Cottonius über Musik. In: Kirchenmusikalisches Jahrbuch, 3 (1888), S. 1–22, mit deutscher Übersetzung der Kapitel I bis XXIII.
- Joseph Smits van Waesberghe: John of Affligem or John Cotton. In: Musica Disciplina 6 (1952), 139–153.
- Michel Huglo: L’auteur du traité de Musique dédié à Fulgence d'Affligem. In: Revue belge de Musicologie / Belgisch Tijdschrift voor Muziekwetenshap 31 (1977), S. 5–19.
- Norman E. Smith: Johannes Afflighemensis in Stanley Sadie, ed.: The New Grove Dictionary of Music and Musicians, vol. 9. London 1980, ISBN 1-56159-174-2, S. 659f.
- N.N. Iohannes monachus Affligemensis, in: August Pothast: Repertorium fontium historiae medii aevi: Fontes, Bd. VI, I–K, Rom 1990, S. 272f.
- Claude V. Palisca (Hrsg.): Hucbald, Guido, and John on music: Three Medieval Treatises (Music theory translation series Bd. 3), New Haven und London 1978, ISBN 978-0-300-02040-3, S. 87–100 (Introduction). Auf S. 101–187 folgt eine engl. Übersetzung des Textes. Die Introduction wurde nachgedruckt als An introduction to the Musica of Johannes dictus Cotto vel Affligemensis, in: Bryan R. Gillingham, Paul A. Merkley (Hrsg.): Beyond the Moon: Festschrift Luther Dittmer, (Musicological Studies 53), Ottawa 1990, ISBN 978-0-931902-65-9, S. 144–162.
- Wolfgang Hirschmann: Johannes, gen. Cotto oder Afflig[h]emensis MGG online, u. a. mit einer umfangreichen Literaturliste.